# Alexander Aoraha
Alexander Aoraha (Londres, 17 de enero de 2003) es un futbolista británco, nacionalizado iraquí, que juega en la demarcación de centrocampista para el Ebbsfleet United FC de la National League.

## Selección nacional
Hizo su debut con la selección absoluta de Irak el 12 de noviembre de 2022 en un encuentro amistoso contra Ecuador que finalizó con un resultado de empate a cero.

## Clubes
| Club                         | País       | Año       | Partidos | Goles |
| ---------------------------- | ---------- | --------- | -------- | ----- |
| Queens Park Rangers FC       | Inglaterra | 2023-2024 | 1        | 0     |
| Ebbsfleet United FC (cedido) | Inglaterra | 2024-     | 16       | 0     |